# Zenodorus asper
Zenodorus asper là một loài nhện trong họ Salticidae.
Loài này thuộc chi Zenodorus. Zenodorus asper được Ferdinand Karsch miêu tả năm 1878.